# ミリセチン
ミリセチン (myricetin) は、多くのブドウ、ベリー、果物、野菜、ハーブ、その他の植物に含まれているフラボノイドである天然フラボノールの一種である。食品の中ではクルミの豊富に含まれている。配糖体の形でも微量に含まれている。ミリセチンは赤ワイン中のフェノール性化合物の一つである。
ミリセチンは抗酸化活性を有する。In vitroの研究では、高濃度のミリセチンが白血球によるLDLコレステトールの取り込みを増加させることが示唆されている。フィンランドの研究では、高ミリセチン摂取と前立腺癌の発生率の低下に相関があることが示されている。
8年間のコホート研究では、3種のフラボノール（ケンペロール、クェルセチン、ミリセチン）が膵臓癌のリスクを23%低減するということが示されている。

## 誘導体

### 配糖体
- ミリシトリン（英語版）はミリセチンのラムノース配糖体である。
- ミリセチン 3-O-ルチノシド（英語版）

### O-メチル化
ラリシトリンはミリセチン O-メチルトランスフェラーゼの作用によってミリセチンから形成される。